# Jesse Kriel
Jesse André Kriel (* 15. února 1994 Kapské Město) je jihoafrický ragbista hrající za jihoafrickou reprezentaci a za japonský klub Yokohama Canon Eagles. Nejčastěji hraje jako pravá tříčtvrtka. 
V roce 2024 byl World Rugby zvolen do nejlepší sestavy světa. S reprezentací obsadil 3. místo na Mistrovství světa v ragby 2015 a na Mistrovství světa v ragby 2019 a Mistrovství světa v ragby 2023 se stal mistrem světa. Také je vítězem Rugby Championship z roku 2019 a 2024. V roce 2013 se stal mistrem světa s reprezentací do dvaceti let.
Je z dvojčat, jeho praděda hrál za Anglii.